# The Factory
The Factory var navnet på Andy Warhols studie i New York, som havde til huse på flere forskellige adresser mellem 1962 og 1984. Den oprindelige Factory lå på femte etage på East 47th Street i nr. 231 på Manhattan. Warhol forlod stedet i 1968, da bygningen skulle rives ned for at give plads til en beboelsesblok. Studiet blev da forlagt til sjette etage i Decker Building på Union Square, hvor det lå til 1973. Dets næste placering var på Broadway nr. 860. Endskønt dette sted var meget større, blev der ikke lavet mange optagelser der. I 1984 blev hvad der resterede af Warhols forskellige aktiviteter flyttet til East 33rd Street.
| Musik | Spire Denne musikartikel er en spire som bør udbygges. Du er velkommen til at hjælpe Wikipedia ved at udvide den. |

40°44′50″N 73°59′02″V / 40.7473°N 73.984°V